# ضريح رزمغاه
ضريح رزمغاه (بالفارسية: آرامگاه رزمگاه) هو ضريح تاريخي يعود إلى السلالة الصفوية، ويقع في مقاطعة فريمان.